# Джавахіанткарі
Джавахіанткарі (груз. ჯავახიანთკარი) — село в Грузії.
За даними перепису населення 2014 року в селі проживає 25 осіб.